# Табу
Табу је у племенским заједницама и примитивним религијама апсолутна недодирљивост и забрана употребе светих ствари или контакта са њима. У случају прекршаја, следи нека казна за починиоца, али и за заједницу. У неким заједницама табу могу представљати и обичајне норме које се ни по коју цену не смеју прекршити. Инцест је један од најстаријих табуа, односи се на забрану сексуалних контаката међу блиским сродницима.

## Етимологија
Реч табу потиче од речи тапу из океанских језика, нарочито из полинезијских језика, са значењем недозвољено или забрањено. Тај корен се јавља и у тонганском и маорском као тапу и у хавајском као капу. Први пут се користи у енглеском језику 1777. године, када је британски истраживач Џејмс Кук посетио Тонгу и приметио да Тонгоанци користе реч табу да означе било шта што је забрањено да се једе или користи. Након вечере на његовом броду, где је био позвао неколико Тонгоанских аристократа, Кук је записао:
Ниједан од њих није сео, нити је јео ни залогај од ичега... Када сам изразио изненађење на то, они су рекли да су све те ствари табу; реч има веома дубоко значење, али, уопштено, значи да је ствар забрањена.